# Liban na Zimowych Igrzyskach Olimpijskich 1992
Liban na Zimowych Igrzyskach Olimpijskich 1992 w Albertville reprezentowało czterech zawodników. Wystartowali oni w narciarstwie alpejskim.
Był to dwunasty start Libanu na zimowych igrzyskach olimpijskich (poprzednie to 1948, 1952, 1956, 1960, 1964, 1968, 1972, 1976, 1980, 1984, 1988).

## Kadra

### Narciarstwo alpejskie

#### Mężczyźni
| Zawodnik        | Konkurencja | Konkurencja | Konkurencja                             | Konkurencja                             | Konkurencja                             | Konkurencja                             | Konkurencja                       | Konkurencja                       | Konkurencja                       | Konkurencja                       |
| Zawodnik        | Supergigant | Supergigant | Slalom gigant                           | Slalom gigant                           | Slalom gigant                           | Slalom gigant                           | Slalom specjalny                  | Slalom specjalny                  | Slalom specjalny                  | Slalom specjalny                  |
| Zawodnik        | Czas        | Pozycja     | Czas 1. przejazdu                       | Czas 2. przejazdu                       | Czas łączny                             | Pozycje                                 | Czas 1. przejazdu                 | Czas 2. przejazdu                 | Czas łączny                       | Pozycja                           |
| --------------- | ----------- | ----------- | --------------------------------------- | --------------------------------------- | --------------------------------------- | --------------------------------------- | --------------------------------- | --------------------------------- | --------------------------------- | --------------------------------- |
| Elias Majdalani | 1:22,13     | 58.         | 1:18,32                                 | 1:17,45                                 | 2:35,77                                 | 57.                                     | Nie ukończył pierwszego przejazdu | Nie ukończył pierwszego przejazdu | Nie ukończył pierwszego przejazdu | Nie ukończył pierwszego przejazdu |
| Dany Abounaoum  |             |             | 1:37,40                                 | 1:46,99                                 | 3:24,39                                 | 88.                                     | 1:31,08                           | 1:32,68                           | 3:03,76                           | 62.                               |
| Jean Khalil     |             |             | 1:28,07                                 | Dyskwalifikacja w drugim przejeździe    | Dyskwalifikacja w drugim przejeździe    | Dyskwalifikacja w drugim przejeździe    | 1:17,07                           | 1:16,06                           | 2:33,13                           | 53.                               |
| Raymond Keyrouz |             |             | Dyskwalifikacja w pierwszym przejeździe | Dyskwalifikacja w pierwszym przejeździe | Dyskwalifikacja w pierwszym przejeździe | Dyskwalifikacja w pierwszym przejeździe | Nie ukończył pierwszego przejazdu | Nie ukończył pierwszego przejazdu | Nie ukończył pierwszego przejazdu | Nie ukończył pierwszego przejazdu |